# Stellar Kart
Stellar Kart ist eine christliche Pop-Punk-Band aus Phoenix im US-Bundesstaat Arizona.

## Geschichte
Das erste Album All Gas. No Brake. wurde im Februar 2005 bei Word Records veröffentlicht. Einige Singles, z. B. Finish Last oder Life is good wurden auf dem christlichen Radiosender Air 1 gespielt. Ihr zweites Album We can't stand sitting down erschien am 25. Juli 2006. Die erste Singleauskopplung Me and Jesus stand für sieben Wochen an der Spitze der Hot Christian Songs Charts und gewann 2007 den Dove Award.
Am 9. März 2010 wurde ihr Album Everything Is Different Now veröffentlicht. Die Single „Something Holy“ wurde am selben Tag veröffentlicht und chartete drei Wochen lang auf Platz 23. Der Lead-Sänger Adam Agee erklärte, dass das Material eher anbetungswürdig sei, als sich auf Beziehungsprobleme zu konzentrieren. „Wir waren im Sommer vor der Aufnahme in einem Camp aufgetreten und haben wirklich festgestellt, dass wir es geliebt haben, wieder den Jugendgottesdienst zu leiten“, sagte er. „Also haben wir versucht, einige unserer Lieblingssongs zu finden und haben auch ein paar neue Songs geschrieben, die schließlich zu ‚Everything is Different Now‘ wurden.“
Stellar Kart veröffentlichte am 16. August 2011 eine EP mit dem Titel " A Whole New World ". Die EP enthält vier Songs aus Disney-Filmen, darunter "Arielle, die Meerjungfrau" , "Der König der Löwen", "Die Schöne und das Biest" und "Aladdin".
Ihr finales Album "All In" wurde am 27. August 2013 veröffentlicht. Die Single "Ones and Zeros wurde im Soundtrack von Gott ist nicht tot verwendet.
Der Bandname stammt aus der Jugendarbeit, in der sie früher tätig waren, und wird oft mit „SK“ abgekürzt.

## Diskografie
- 2005 All Gas. No Brake. (Word Records)
- 2006 We can't stand sitting down (Word Records)
- 2008 Expect the Impossible (Word Records)
- 2009 Life is Good: the Best of Stellar Kart (Word Records)
- 2010 Everything Is Different Now (INO Records)
- 2011 A Whole New World EP (INO Records)
- 2013 All In (INPOP Records)